# Paratropus teunisseni
Paratropus teunisseni är en skalbaggsart som beskrevs av Kanaar 1993. Paratropus teunisseni ingår i släktet Paratropus och familjen stumpbaggar. Inga underarter finns listade i Catalogue of Life.